# International Prize for Arabic Fiction
Der Internationale Preis für den arabischen Roman (englisch International Prize for Arabic Fiction, arabisch الجائزة العالمية للرواية العربية, DMG al-Ǧāʾiza al-ʿālamiyya li-r-riwāya al-ʿarabiyya) ist ein Buchpreis, der im Jahr 2008 erstmals vergeben wurde.

## Organisation
Die Behörde für Kultur und Tourismus in Abu Dhabi finanziert und organisiert die Preisvergabe. Sie hat einen Beirat (Board of Trustees) von Persönlichkeiten aus dem arabischen Raum benannt, der die jährlich wechselnden Mitglieder der fünfköpfigen Jury auswählt. Die Jury erstellt zunächst aus den Einsendungen eine Longlist von ca. 16 für das Preisjahr in Frage kommenden Werken. Daraus wird eine Shortlist mit sechs Titeln ausgewählt, aus der schließlich der Gewinnertitel bestimmt wird. Im Jahr 2011 kam es zu einem geteilten ersten Preis. Der Preis wird bei der Abu Dhabi International Book Fair übergeben.
Bei der erstmaligen Einrichtung des Preises, sowie unterstützend auch in den Folgejahren, wirkte die Organisation des Booker Preises in London mit, der Preis hat aber, wie beide Organisationen betonen, keine unmittelbare Verbindung zum Man Booker Prize. Dennoch hat sich in der Berichterstattung der Name Arabischer Booker-Preis etabliert.
Mit dem Preis ist ein Preisgeld von 50.000 USD für den Autor des Siegertitels verbunden (Stand 2022) sowie ein Vertrag zur Übersetzung des Werkes in die englische Sprache.
Zudem erhält jeder der sechs Autoren der Shortlist ein Preisgeld, das sich 2022 auf jeweils 10.000 USD beläuft. Da es das eigentliche Ziel des Wettbewerbs ist, die internationale Aufmerksamkeit für den modernen arabischen Roman zu steigern, werden auch die anderen Autoren der Longlist bei der Vermarktung und Übersetzung unterstützt.
Der Preis hat beim Lesepublikum ein hohes Renommée, „die Kooperation mit einer ausländischen Institution überzeuge das Publikum“. Der Preis gilt bei den Verlagen im arabischen Raum als der einzige, der sicher absatzsteigernd wirkt. Schon die Nominierung auf die Longlist kann als Auszeichnung vermarktet werden.
Im Beirat saßen u. a. die Schriftsteller Ahdaf Soueif und Joumana Haddad, sein Sprecher war anfangs Jonathan Taylor, der auch dem  Booker-Preis-Beirat vorstand. In der Jury war einmal im Jahr 2009 auch der deutsche Übersetzer Hartmut Fähndrich vertreten.

## Ausgezeichnete Bücher

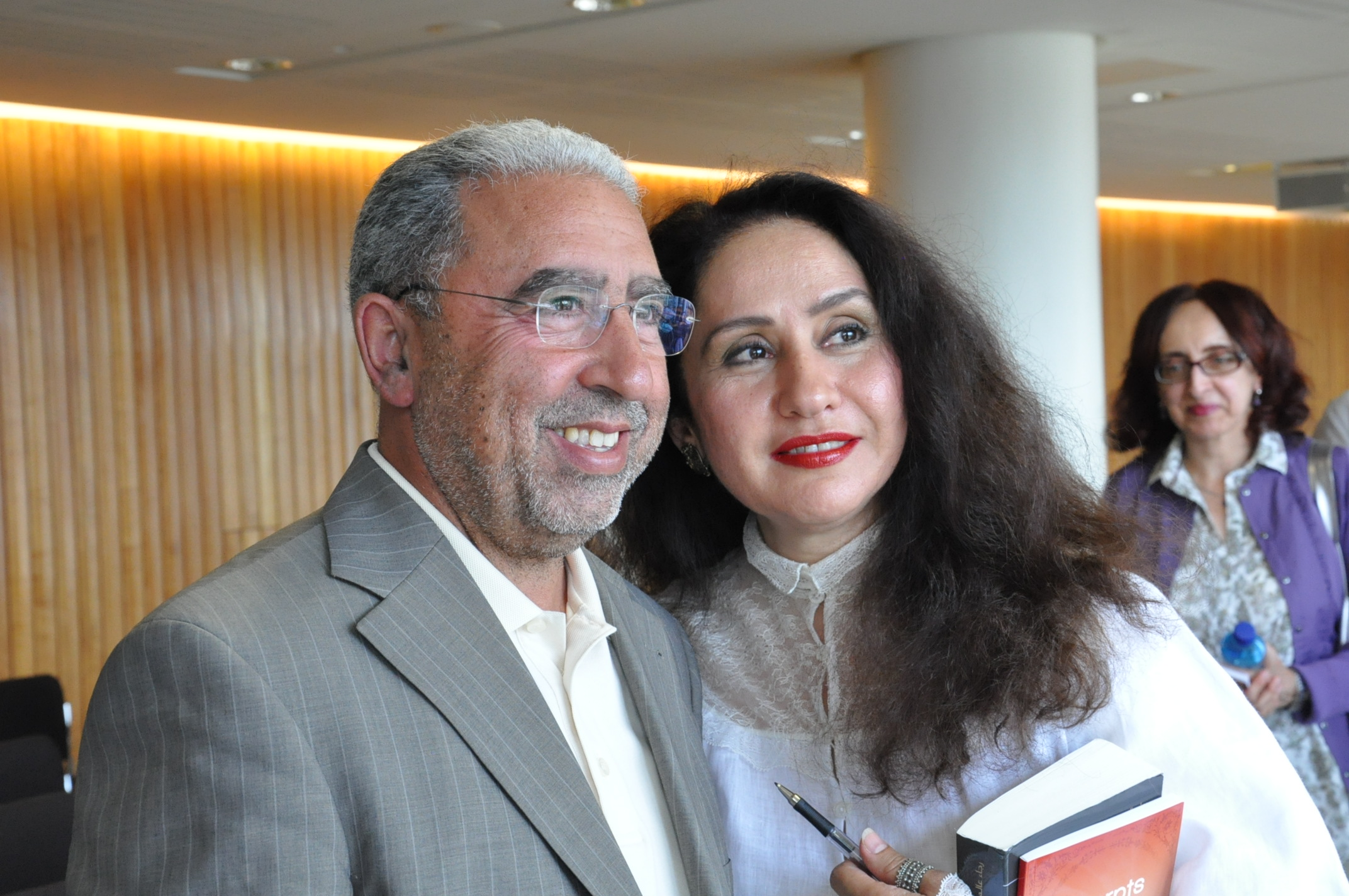
Mohammed Achaari und Raja Alem beim London Literature Festival 2011

- 2024: A Mask, the Color of the Sky von Basim Khandaqji
- 2023: The Exile of the Water Diviner von Zahran Alqasmi
- 2022: Bread on Uncle Milad’s Table von Mohammed Alnaas[2]
- 2021: Notebooks of the Bookseller von Jalal Barjas[3]
- 2020: The Royal Court von Abdelouahab Aissaoui[4]
- 2019: The Night Mail von Hoda Barakat
- 2018: The Second War of the Dog von Ibrahim Nasrallah
- 2017: A Small Death von Mohammed Hasan Alwan
- 2016: Destinies: Concerto of the Holocaust and the Nakba von Rabai al-Madhoun
- 2015: The Italian von Shukri Mabkhout
- 2014: Frankenstein in Baghdad von Ahmed Saadawi
- 2013: The Bamboo Stick von Saud Alsanousi
- 2012: The Druze of Belgrade von Rabee Jaber
- 2011: The Arch and the Butterfly von Mohammed Achaari und Das Halsband der Tauben von Raja Alem
- 2010: She Throws Sparks von Abdo Khal
- 2009: Azazel von Youssef Ziedan
- 2008: Die Oase von Bahaa Taher